# Оксидативни стрес
Оксидативни стрес је стање у организму у коме постоји неравнотежа између стварања слободних радикала и њиховог неутралисања од стране антиоксидативне заштите организма, односно када прооксиданси (слободни радикали) надвладају механизме антиоксидативне заштите организма. Најчешће настаје у условима када у организму постоји повећана продукција слободних радикала и смањена способност организма за њихову неутрализацију, односно када је стање равнотеже између прооксиданас и антиоксиданаса померено у правцу прооксиданаса. 
За оксидативни стрес се може рећи да је он нормална појава, односно да је присутан и код здравих особа јер је уско повезан са старењем.. Процес оксидације је део регулаторног биохемијског функционисања наших тела у процесу стварања енергије која нам је неопходна за живот. Током ових процеса стварају се слободни радикали који имају своје физиолошке позитивне функције .
Проблем настаје када се поремети фина равнотежа и када откажу природни механизми одбране па ниво слободних радикала почне да превазилази капацитет организма да их неутралише, што мења оксидативни статус и тело улази у зону повећаног оксидативног стреса, или стање високог ризика за настајање најразличитијих поремећаја и болести.
Штетно дејство слободних радикала у оксидативном стресу, према схватању савремене медицине, огледа се у настанку многих акутних и хроничних болести који се клинички манифестују као акутни и хронични запаљењски процеси (реуматоидни артритис, васкулитис), неуролошки поремећаји (Алцхајмерова болест, Паркинсонова болест, цереброваскуларна оштећења, мишићна дистрофија), кардиоваскуларни поремећаји (хипертензија и хипертензивна болест срца, атеросклероза), фиброза плућа, катаракта, малигне болести, али и многа друга стања која се називају прерано старење.

## Основни појмови
Слободни радикали су нестабилни молекули, велике реактивности, који у организму ступају у хемијске реакције са деловима ћелије (протеинима, липидима, угљеним хидратима, молекулима ДНК) при чему доводе до биохемијских, структурних, функционалних поремећаја.
Антиоксиданси су материје које помажу организму да смањи оштећења настала дејством слободних радикала.
Ендогени извори радикала
У унутрашње (ендогене) изворе односно унутрашње утицаје који изазивају повећано стварање слободних радикала у организму спадају; стрес, имунска одбрана, запаљења, повреде, велико физичко оптерећење. Главни извори ендогених радикала у наведеним утицајима деле се на ензимске и неензимске;
| Ензимски извори | Неензимскi извори                                                       |
| --- | ----------------------------------------------------------------------- |
| - NAD(P)H ОКСИДАЗЕ NADPH + 2O2 — NAD(P)¯ + H+ + 2O2.¯ - КСАНТИН ОКСИДАЗЕ - АЗОТ-МОНОКСИД СИНТАЗЕ - МИЈЕЛОПЕРОКСИДАЗЕ H2O2 + Cl- +H+ — HOCl + H2O - ЛИПОКСИГЕНЕЗЕ | - ДИСАЊЕ У МИТОХОНДРИЈАМА - ТРАНЗИЦИОНИ МЕТАЛИ - ДРУГИ ОКСИНАНСИ (LOO.) |

Егзогени извори радикала
У спољне (егзогене) изворе односно спољне утицаје који изазивају повећано стварање слободних радикала у организму спадају; дувански дим, лекови, начин исхране, нека терапијска и околна зрачења па чак и физичка активност .
ЕНДОГЕНИ И ЕГЗОГЕНИ ИЗВОРИ РАДИКАЛА
Слободно радикалска болест
Ова болест подразумева поремећај у организму у чијој етиологији примарну улогу имају слободни радикали, а за коју постоји обиље околности и доказа. Највероватније да слободни радикали делујући као посредне супстанце у инфламаторни процесима, можда чак и као неуромодулатори, утичу на појаву болести.
Ипак, постоје и заштитни механизми који су довољни да активне врсте радикала користе за неке нормалне физиолошке процесе. Скоро сигурно је да ту спада и антимикробна одбране и ксенобиотички метаболизам.

## Последице и узроци оксидативног стреса
| Узроци оксидативног стреса | Последице оксидативног стреса                                                                     |
| --- | ------------------------------------------------------------------------------------------------- |
| 1. Неизбалансирана исхрана 2. Излагање животној средини 3. Наследне болести 4. Напорне физичке активности 5. Повреде (трауме) | 1. Повећано стварање оксиданаса 2. Смањена антиоксидативне заштите 3. Неуспешно уклањање оштећења |

## Ефекти оксиданаса на макромолекуле

### Беланчевине
Беланчевине имају много реактивних места где се могу јавити оштећења оксидативним стресом; 
- Прво, агресивни радикали као што је хидроксил радикал могу разградити беланчевине у плазми, и тада се разграђени производи специфичних беланчевине могу детектовати, ако су познати, што се заснива на удруженим реакцијама на специфичним амино киселинама као што је пролин и хистидин.
- Друго, беланчевине могу садржати места са везаним металом која су посебно осетљива на оксидативне реакције кроз интеракцију са металима, што обично доводе до иреверзибилне модификације амино киселина које су укључене у везивање металних јона, на пример хистидина.

Наведене модификације могу створити сигналне секвенце које препознају специфичне ћелијске протеазе које деградирају такве беланчевине. Коначно, многе интраћелијске беланчевине имају реактивне сулфхидрилне групе на специфичним остацима цистеина које могу бити модификоване (оксидовани) до специфичних форми (дисулфида) који опет могу бити редуковани у метаболичким процесима. Такође неке беланчевине имају реактивни метионин који може да подлегне реверзибилној модификацији до метионин сулфоксид. Реверзибилна природа модификације цистеина и метионина указује да оксидативна модификација овог типа може имати улогу у регулаторним метаболичким догађајима у ћелији у оксидативном стресу.

### Нуклеинске киселине
Нуклеинске киселине су пентозе-фосфатни полимери који могу подлећи реакцији са хидроксил радикалом. Ове основне модификације могу бити одговорне за генетске дефекте продуковане оксидативним стресом. Оштећење ДНК се такође може проценити помоћу кидања ланаца и модификације база у ћелијама у култури које су под оксидативним стресом. Важан метаболички ефекат оштећења ДНК је брза индукција полиаденозин-дифосфат-рибоза-синтазе у једру, резултујући изразитим трошењем ћелијских резерви НАДХ.

### Липиди
Липидна пероксидација полинезасићених липида је процес где незасићен липид ступа у реакцију са хидроксилним радикалом при чему се издваја вода и настаје липидни радикал који потом у реакцији са кисеоником даје липидни пероксил радикал, а он са новим незасићеним липидима даје липидни пероксид. Ова оксидација погађа липиде који улазе у састав намирница озбиљно нарушавајући мирис хране. Пероксидација мембранских липида углавном се јавља као последица оксидативног стреса у интактној ћелији, али и неки састојци исхране могу директно бити уграђени у ћелијске структуре.
| „ | Липидна пероксидација је радикалски иницирана ланчана реакција која је самопропагирајућа у ћелијској мембрани. Као последица, изоловане оксидативне реакције могу имати дубоке ефекте на функцију мембране. Производи липидне пероксидација се лако детектују у крвној плазми и користе се за мерење оксидативног стреса. Најчешће се одређује концентрација малоналдехида који настаје из липидних пероксида у процесу липидне пероксидација. | ” |

## Патогенеза
На основу многобројних истраживања сматра се да су слободни радикали одговорни за настанак акутних и хроничних поремећаја који се манифестују као запаљењски процеси, неуролошки поремећаји, кардиоваскуларни поремећаји, малигне болести.
Слободни радикали или реактивна једињења кисеоника (РОС) и реактивна једињења азота (РНС) су изразито реактивни молекули који се природно јављају као продукти нормалних ћелијских оксидативних процеса. Концентрација реактивних једињења кисеоника се може повећати до високих нивоа у неким патолошким процесима али тамо где постоји дефицит антиоксиданаса, и могу реаговати са ћелијским конституентима и изазвати оштећење, поремећај функција или пропадање ћелија.
Бројни докази повезују реактивна једињења кисеоника са патолошким оштећењима која се виђају у болестима као сто су канцер, атеросклероза, које могу настати од оштећења ДНК, оксидативне модификације протеина и измене липидне структуре. Деловањем слободних радикала активирају се многобројне структуре у ћелији при чему настаје читав низ каскадних реакција, што за последицу има и генерисање нових количина слободних радикала (настаје тзв синдром "зачараног круга").
Активацијом липида, долази до активирања транскрипционог фактора-НФкБ, што последично доводи до раста нивоа хемокина и цитокина као медијатора запаљења. Ове сигналне молекуле доводе до повећане експресије адхезионих молекула (усходна регулација), како на површини ћелија ендотела (селектини), тако и на површини самих инфламаторних ћелија (интегрини). Тиме је омогућен директан контакт и везивање ћелија имунског система за површину ендотела. Након тога, ћелије имуног одговора продиру у субендотелни простор. Имуне ћелије као што су: неутрофили, еозинофили и макрофаге, поседују на својој мембрани НАДПХ оксидазу. Овај ензим у контакту са кисеоником доприноси стварању супероксидног анјона. Настали слободни радикал бива уклоњен дејством супероксид-дизмутазе током врло кратког временског периода. То је разлог што он не пенетрира кроз ћелијску мембрану. Међутим, настали водоник-пероксид лако дифундује у околне ћелијске структуре. Тиме доводи до активирања интраћелијских сигналних путева, као и до генерисања реактивних врста кисеоника. Тиме се на примарну фазу генерисања оксидативног стреса од стране слободних радикала, надовезује секундарна фаза-запаљења, која настали стрес само продубљује.
Оксидативна оштећења липопротеина мале густине (ЛДЛ) реактивним једињењима кисеоника су између осталог и један од узрока атеросклерозе.

### Реактивне врсте кисеоника
Међу реактивним врстама кисеоника (ROS), у биолошком смислу, посебно су значајне следеће врсте реактивних једињења кисеоника;
- O2•— - супероксид или супероксидни анјонски радикал,
- 2O2 - водоник-пероксид,
- •— - хидроксилни радикал,
- O2• - пероксилни-радикал,
- O2• - перхидроксилрадикал,
- • - алоксилни радикал,
- • - хидропероксид,
- - хипохлоритна киселина,
- O3 - озон,
- 12 - синглентни кисеоник.

Супероксидни анјон радикал настаје у митохондријама редукцијом кисеоника једним електроном. Овај радикал има доминантно штетно дејство: индукује липидну пероксидацију и оштећује ћелијске мембране. У физиолошким условима не изазива токсичне ефекте јер га ензим супероксид - дисмутаза (СОД) трансформише у мање активан водоник-пероксид.
Водоник-пероксид се у ћелијама образује редукцијом молекула кисеоника са два електрона, при чему је реакција катализована бројним оксидазама. Иако се не може дефинисати као слободни радикал јер нема неспарених електрона, и представља најстабилнији интермедијарни продукт редукције кисеоника, водоник-пероксид ипак испољава неке токсичне ефекте. То се пре свега односи на поремећај у депоновању калцијума у митохондријама, са консекутивним нагомилавањем калцијума у цитосолу и губитком сулфхидрилних група беланчевина: ово је критичан догађај у генези ћелијских оштећења у оксидативном стресу. Релативно високе концентрације водоник-пероксида које се ослобађају на месту било ког запаљења али и у различитим незапаљењским ћелијама (фибробласти, хондроцити, ендотел) под дејством цитокина какви су нпр IL-1 или TNF-α. Ћелије такође имају могућности и да се штите од водоник-пероксида снажним ензимским системима: каталазом у пероксизомима и глутатион-пероксидазом у митохондријама.
Хидроксилни радикал је најреактивнији интермедијарни продукт делимичне редукције кисеоника. Ако се водоник-пероксид не уклони каталаза, може да реагује са феро јонима и формира потентније КСР, какав је хидроксилни радикал (Фентон реакција). Он, ин ситу, оштећује митохондријалну мембрану (изазивајући губитак продукције АТП и енергије), оштећује ДНК, оштећује мембрану ћелије модификујући мембранске беланчевине и изазива липидну пероксидацију - што је довољно за иреверзибилно уништење ћелије.
Синглетни кисеоник настаје довођењем енергије у кисеоник с циљем мењања спина једног од електрона, што значајно увећава његову реактивност. Такође може да искаже значајну токсичност у различитим биолошким системима.

### Реактивна једињења азота
Азот-моноксид
Азот-моноксид је универзални регулатор метаболизма, које учествује у многобројним функцијама, а поред регулаторне функције учествује у имунском одговору ћелије. Функција NO је зависна од редокс форме. Редокс равнотежа у зиду крвних судова одржава се захваљујући истовременом присуству оксиданаса и антиоксиданаса.
У глатким мишићним ћелијама и макрофагима стварају се супероксидни анјони водоник-пероксид који оксидује LDL и активирају факторе транскрипције NF-kB који је осетљив на оксидацију. Из воде у присуству јона метала стварају се хидроксилни радикали.
Ћелијски антиоксидативни механизми укључују активност следећих једињења: азот-моноксида, глутантиона, супероксиддизмутазе и каталазе. Дакле у зависности од окружења NO се може наћи на различитим странама реакције.
Пероксинитрит
Пероксинитрит је јак оксиданс који напада цистеин и метионин у протеинима. Он такође реагује са тирозин из протеина адицијом НО2 у прстен ове аминокиселине. Поред тога NO се адира и формира С-нитрозо тиоле. Сулфхидрилна група се у овој реакцији обично оксидише једним електроном и наредна реакција са редукованим тиолом води стварању дисулфида.

## Оксидативни стрес у појави болести
Брз темпо живота, као и велики стресни утицаји који су све више заступљени у свакодневном животу, доводе до све веће пропагације оксидативног стреса, а самим тим и до појаве; срчаних обољења, неуродегенеративних обољења, респираторних обољења, обољења локомоторног апарата, и појаве тумора, у чијој основи може бити оксидативни стрес.
Иако још увек немамо довољно доказа на који се начин се може контролисати оксидативни стрес, о томе постоји већи број теорија.
| „ | Деловање оксидативног стреса лако се може поредити са притиском воде која протиче низ пукотину на зиду; полако али сигурно направиће већа оштећења уколико се на време не санира пукотина. Зато разлика у третману оксидативног стреса зависи од тога колико и где треба деловати, да би санација „пукотине“ била ефективна и благовремена. | ” |

Према бројним научним сазнањима, појава оксидативног стреса доводи до трајног оштећења делова ћелија, што има за последицу појаву најразличитијих хроничних болести или развој тумора. Сматра се да су митохондрије (ћелијске органеле одговорне за дисајне процесе ћелија) извор, а уједно и циљ створених реактивних врста кисеоника (слободних радикала).

### Оксидативни стрес у појави тумора
Познато је да је оксидативни стрес широко распрострањен у ћелијама тумора који потичу од различитих типова ткива. Испитивања су показала да постоји директна повезаност између стварања реактивних врста кисеоника (енгл. Reactive oxygen species) (ROS), ROS-сигнализације и са ROS-ом изазваним стресом и карциногенезом. Под утицајем одређених онкогених сигнала, ћелије повећавају стварање ROS-а, што се делимично односи на активне метаболичке активности повезане са неконтролисаним растом ћелија и пролиферацијом. Егзогени извори ROS-а, као што су на пример зрачење и одређени типови хемикалија, исто тако могу да повећају оксидативни стрес у ћелијама.
Оксидативни стрес може да доведе до трошења ћелијских антиоксиданса и редокс дисбаланса. Увећање ћелијских ROS-а могу допринети појави, промоцији и прогресији тумора на више нивоа. На пример, ROS може да стимулише ћелијску пролиферација и да активира путеве преживљавања преко сигналних механизама. 
РОС може, исто тако да директно изазове оштећења ДНК, што доводи до њене мутације. Оксидација гванина на позицији Ц8, што доводи до стварања 8-хидроксигуанозина, вероватно је најчешће мутагено оштећење. Ово оксидативно ДНК оштећење може да изазове промену, која се често налази у мутираним онкогенима и тумор супресорним генима. За ова мутацијски оштећења зна се да учествују у механизмима стварања тумора, генетске нестабилности и напредовања болести.
Митохондрије представљају главни ендогени извор ROS-а, због електронског двојног дељења у комплексима 1 и 3 респираторног ланца. Пошто митохондријална ДНК (мтДНК) кодира 13 протеинских компонената респираторног ланца и физички је у непосредној близини месту стварања ROS -а, оштећење мтДНК од ROS-а може да изазове дефекте на респираторном ланцу, протицање електрона више и даље повећање стварања ROS-а. Овај чвор који доводи до повећања стварања ROS-а може да одигра значајну улогу у изазивању ендогеног стреса (ROS) и да допринесе генетској нестабилности и прогресији тумора. Увећање ћелијиних нивоа ROS-а и њихова повезаност са мутацијом митохондриални ДНК, забележени су у примарним ћелијама тумора изоловани код пацијената који болују од леукемије.
Увећање оксидативног стреса у подручјима са туморима, може да има значајне терапијске импликације:
- Са једне стране, генетска нестабилност повезана са ROS посредовано оштећење ДНК, може да обезбеди механизам за развој субклонова туморских ћелија који су отпорни на деловање лекова.
- Са друге стране, увећани ROS стрес у туморским ћелијама, може да их направи подложнијим за даље оксидативно оштећење од стране егзогено изазваног стварања ROS-а.

Ово може да обезбеди биохемијску основу за развој нових терапеутских стратегија са којима би се омогућило потпуно уништење на туморских ћелија. Разумљиво је да постојано увећање ROS-а под дејством стреса у великој мери може да исцрпи ћелијски антиоксидантни капацитет у туморским ћелијама, тако да било какво даље стварање ROS-а под дејством спољашњих противтуморских агенса изазваће програмирану ћелијску смрт туморске ћелије.

### Оксидативни стрес у појави аутоимуних обољења
Исто тако, оксидативни стрес игра значајну улогу у појави аутоимуних обољења. Као што је познато, у развоју аутоимуних обољења значајни допринос имају како генетска основа, тако и услови спољашње средине. Инфекције, УВ зрачење, температурне промене, као и емоционални стрес, представљају део фактора који доводе до појаве аутоимуних болести.
Уопштено, оксидативни стрес делује директно на имуне ћелије. На индивидуалном нивоу, различити типови стреса утичу на неуро-ендокрино-иконолошку осу. Инфекције или запаљења активирају моноците и неутрофиле, који стварају велику количину ROS-а, који пак са своје стране доводе до нарушавања хомеостазе имунског система.
Оксидативни стрес игра важну улогу у патогенези аутоимуних болести, преко поновног активирања процеса запаљења, програмирана ћелијска смрт, модификација сопствених противгена и нарушавање имунолошке толеранције.

### Оксидативни стрес у појави програмиране ћелијске смрти (апоптоза)
Оксидативни стрес исто тако активира и програмирану ћелијску смрт (апоптоза) као резултат УВ зрачења, тумора, некротизираног фактора алфа (ТНФ-α) и вирусних инфекција. Исто тако, ДНК молекул, може да претрпи велика оштећења у својој структури, као резултат оксидативног стреса. Одржавање правилног редокс баланса ћелије (редукција — оксидација) е од пресудне важности за нормални рад ћелије, која обухвата ћелијску варијабилност, сигнализацију, активацију и пролиферацију.

## Заштитни механизми од оксидативног стреса
Како смо онда живи и што нас чува од оксидативног стреса и слободних радикала или РОС-а? За сваки онај систем који неутралише слободне радикале или спречава њихово настајање, кажемо да делује као антиоксидантни систем или антиоксиданс.
Штетни ефекти оксидативног стреса су уравнотежени од стране комплексних антиоксидантних система, у које спадају;

### Ензимски антиоксиданси
У ензимске антиоксидансе спадају у целуларни антиоксиданси. Налазе се у здравима артеријама, у ћелијама артеријских зидова, док је екстрацелуларне течности сиромашна ензимским антиоксидансима:
- супероксид дисмутаза (СОД)

- каталаза
- глутатион пероксидаза
- глутатион редуктазе и трансферазе
- тиол-дисулфид оксидоредуктазе
- пероксиредоксини

### Неензимска антиоксидативна заштита
У неензимске антиоксидансе спадају и антиоксиданси који примарно задржавају потенцијално опасне јоне гвожђа и бакра у својој неактивној форми, и на тај начин онемогућавају њихово учешће у продукцији слободних радикала;
- трансферин

- феритин
- лактоферин
- хематоглобин и хемопексин
- албумин
- глутатион
- аскорбинска киселина
- Α-токоферол
- убихинон CoQ10H2
- β-каротен
- мокраћна киселина
- билирубин

### Ојачани липиди
Ојачани липиди су липидни молекули у којима неке од масних киселина садрже деутеријум уместо водоника. Могу се користити за заштиту живих ћелија успоравањем ланчане реакције због изотопског дејства на пероксидацију липида.